# Provida Mater Ecclesia
La Provida Mater Ecclesia es una constitución apostólica promulgada por el papa Pío XII el 2 de febrero de 1947 con el fin de dar un estatuto jurídico a los institutos seculares, nueva forma de vida consagrada, surgida en el seno de la Iglesia católica, en la primera mitad del siglo XX. El nombre del documento proviene de las tres primeras palabras del mismo en latín, que en castellano quiere decir «la providente madre Iglesia».

## Historia

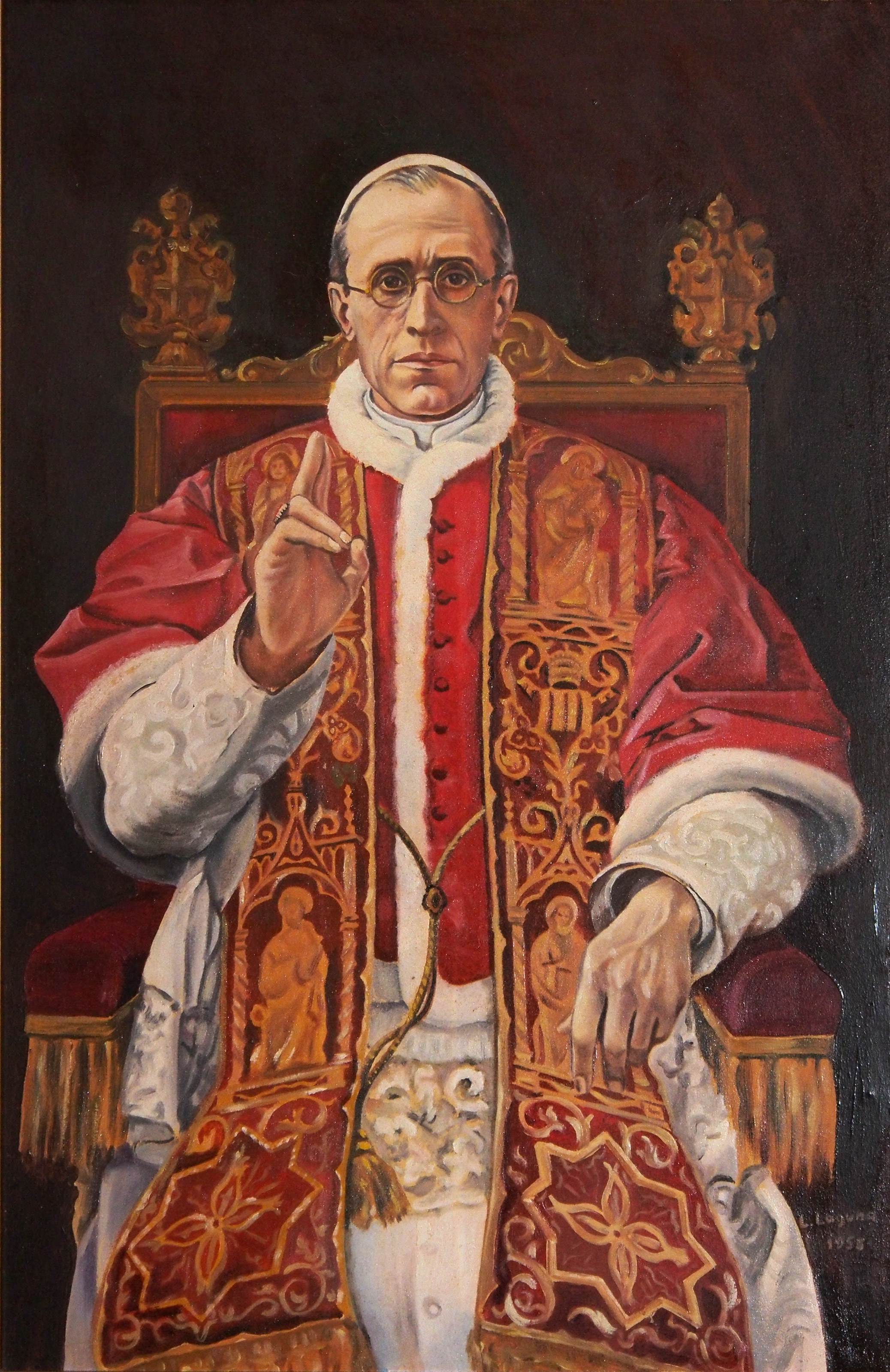
El papa Pío XII (1856-1958), autor de la Provida Mater Ecclesia, buscaba darle un estatuto jurídico a los numerosos institutos seculares nacidos en el. Imagen: Retrato de Pío XII, óleo sobre tela, obra de Luis Fernández-Laguna, de 1958.

Entre los años 1920 y 1940, en la Iglesia católica comenzaron a surgir grupos de personas que se sentían llamadas a entrar en una alianza con Dios y a colaborar en el advenimiento del Reino de Dios, pero sin asumir las características tradicionales de la vida religiosa: la profesión de votos públicos y la vida en comunidad. El marco histórico de su nacimiento se desarrolló en el contexto de dos guerras mundiales, imbuido del pensamiento materialista, existencialista y las ideologías totalitarias. El instituto secular, para sus fundadores, debería ser como un agente secreto de la misión de Dios, como un testigo inadvertido, secular, de la Alianza de Dios con la humanidad y de la humanidad con Dios.
En la medida en que van naciendo experiencias nuevas, la Iglesia iba marcando un camino jurídico para los diversos movimientos que surgían apartados de la tradicional visión de la vida consagrada. Bajo la presidencia de Agostino Gemelli, religioso franciscano, se celebró el primer Congreso de San Gallo en Suiza, en mayo de 1938, en el que intervinieron unos veinte fundadores de sodalicios de consagrados seculares de diversos países. Allí se elaboró una memoria histórico-jurídica-canónica sobre esas asociaciones de laicos consagrados, que más tarde, fue enviada al papa Pío XII. La Constitución Provida Mater Ecclesia, que lleva por título De statibus canonicis Institutisque saecularibus christianae perfectionis adquirendae, promulgada después de un atento y diligente examen, fue el primer documento que dio una forma jurídica a los institutos seculares, en respuesta a ese memorial.
De la misma manera que, resumiendo un siglo largo de historia y de práctica, la Iglesia trabajó para la elaboración de la Constitución Apostólica Conditae a Christo durante cuatro años (1896-1900), para darle forma jurídica a las congregaciones religiosas femeninas; así, a través de la Provida Mater Ecclesia, trabajó por un periodo no menos largo (1941-1946), en tres sucesivas Comisiones (1944-1945-1946). Tomaron parte en estas comisiones consultores competentes del Santo Oficio, de la Congregación de Religiosos y del Concilio. Luego de las discusiones, la Sagrada Congregación de Religiosos procedió por medio de Comisiones y del Congreso, llamado pleno, es decir, con asistencia y ayuda de Consultores técnicos, dando a luz el texto definitivo. A todas estas vicisitudes alude el papa Pío XII con estas palabras en el preámbulo de la Provida Mater:

Aprobamos por las presentes letras el Estatuto General de los Institutos Seculares, que ya había sido diligentemente examinado por la Suprema y Sagrada Congregación del Santo Oficio por lo que toca a su competencia, y que por nuestro mandato y bajo nuestra dirección fue ordenado y perfilado cuidadosamente por la Sagrada Congregación de Religiosos; y todo lo que sigue lo declaramos, determinamos y constituimos con nuestra autoridad apostólica...
Pío XII

## Contenido

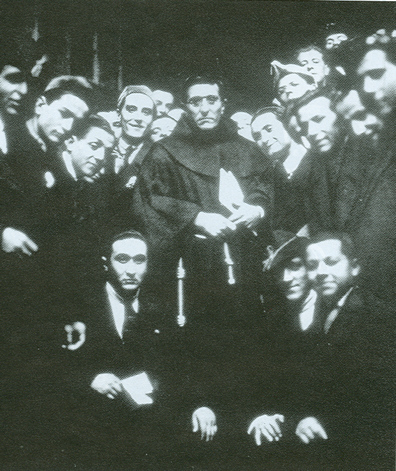
Agostino Gemelli (1878-1959), religioso franciscano y fundador del instituto secular Misioneros de la Realeza de Cristo, fue uno de los principales impulsores del reconocimiento eclesial de esta forma de vida consagrada. Imagen: Gemelli junto algunos estudiantes de la Universidad Católica del Sagrado Corazón de Milán.

Provida Mater Ecclesia contiene dos partes perfectamente distintas: una histórico-doctrinal y otra normativa. El documento responde a nuevas formas de apostolado y de perfección cristiana que no caben en el concepto de asociaciones de fieles sino que ilustra la doctrina clásica sobre los estados de perfección cristiana.
En la primera parte, histórico-doctrinal (PME, 1-13), el papa Pío XII explica la evolución de la vida consagrada en la Iglesia católica, desde la consagración de los primeros movimientos monacales a las nuevas formas de consagración. Intentando demostrar con ello, que el Espíritu Santo obra inquietamente en la historia de la humanidad, suscitando este tipo de movimientos con miras a la consagración. De ese modo, para el Pontífice, los institutos seculares son una de esas manifestaciones del Espíritu (PME, 3). Son asociaciones que comenzaron a fundarse en la primera mitad del siglo XIX “entrometiéndose” en el organismo vivo de la Iglesia. Quienes participaban en ellas profesaban en el mundo los consejos evangélicos y ejercitaban con mayor libertad los servicios de caridad, que a duras penas o de ningún modo podían ejercer las familias religiosas, por la malicia de los tiempos (PME, 9).
La parte normativa de la constitución consta de 10 artículos y lleva por nombre «Ley peculiar de los Institutos Seculares». Esta ley no solo regula la actividad de unas posibles nuevas Asociaciones de fieles, sino que se reconoce un nuevo estado de perfección distinto de los que hasta aquí jurídicamente existían. Si antes se consideraba la consagración de los religiosos casi como el único estado de perfección cristiana, con este documento aparece un estado de perfección en el que ninguno de sus miembros son religiosos, sino que intentan vivir los consejos evangélicos en su ambiente seglar. En definitiva, si los institutos religiosos se caracterizan por el abandono del siglo, lo institutos seculares se presentan como fermento del Evangelio en medio de las actividades del siglo.

## Legado
La Constitución apostólica Provida Mater Ecclesia dio a los primeros institutos seculares su reconocimiento jurídico y fueron encuadrados entre los estados de vida consagrada. Los primeros institutos de este tipo aprobados por la Santa Sede fueron las Misioneras de la Realeza de Cristo (1948) y la Compañía de San Pablo (1950).. A partir de entonces numerosos institutos fueron elevados a la categoría de institutos seculares de derecho pontificio.
Del 20 al 26 de septiembre de 1970 se celebró en Roma el primer Congreso internacional, en el que participaron unos 92 institutos seculares. Allí se estableció la Conferencia mundial de los Institutos seculares (CMIS). Más tarde fueron surgiendo diversas conferencias nacionales.
San José María Escrivá de Balaguer, fundador del Opus Dei, calificó la Próvida Mater Ecclesia como un «documento histórico en la vida interna –mística y real- de la Iglesia». Servus Goyeneche, sacerdote claretiano, miembro de la Comisión que preparó la constitución apostólica consideró que «a nadie le pasará desapercibida la importancia máxima de este documento que pretende promover la perfección cristiana». Para Jean Beyer, sacerdote jesuita, la «Provida Mater Ecclesia originó un nuevo camino en la Iglesia y favoreció y seguirá favoreciendo en el porvenir la adaptación de las órdenes y congregaciones religiosas a las necesidades de los nuevos tiempos», llegando a considerar los institutos seculares como «el tercer estado de perfección».
Al año siguiente de la publicación de la Provida Mater Ecclesia se promulgaron otros dos documentos de la Santa Sede, que completaron la legislación especial sobre institutos seculares: el motu proprio Primo Feliciter del papa Pío XII, del 12 de marzo de 1948, y la Instrucción Cum Sanctissimus de la Sagrada Congregación de Religiosos, del 19 de marzo de 1948.
Este documento ha sido objeto de numerosas y obligadas citaciones por parte del magisterio de la Iglesia. El Concilio Vaticano II reafirmó la índole secular de los laicos, siendo de fundamental importancia para ellos la doctrina de la Gaudium et Spes. El papa Pablo VI, con la constitución apostólica Regimini Ecclesiae universae (1967), reconoció la importancia de los institutos seculares al cambiar el nombre de la Sagrada Congregación de Religiosos, por el de Sagrada Congregación de Religiosos y de Institutos Seculares. 
El Código de Derecho Canónico promulgado por San Juan Pablo II en 1983 en el libro Segundo, que trata sobre el pueblo de Dios, introdujo un título completo sobre los Institutos seculares, a saber: título III que comprende los cánones 710 al 730 (CIC, cans. 710-730). Mientras que los papas Benedicto XVI y Francisco recordaron la celebración de los 60 y 70 años, respectivamente, de la promulgación del documento. Este último calificó la Provida Mater Ecclesia como «un gesto revolucionario en la Iglesia».